# Sgùrr nan Clach Geala
Sgùrr nan Clach Geala är ett berg i Storbritannien.   Det ligger i kommunen Highland och riksdelen Skottland, i den norra delen av landet, 700 km norr om huvudstaden London. Toppen på Sgùrr nan Clach Geala är 1 093 meter över havet.
Terrängen runt Sgùrr nan Clach Geala är huvudsakligen kuperad. Trakten runt Sgùrr nan Clach Geala är nära nog obefolkad, med mindre än två invånare per kvadratkilometer. Trakten runt Sgùrr nan Clach Geala består i huvudsak av gräsmarker.